# Eastern Columbia Building
El Eastern Columbia Building, también conocido como Eastern Columbia Lofts, es un edificio art déco de trece pisos diseñado por Claud Beelman ubicado en 849 S. Broadway en el distrito de teatros de Broadway en Downtown Los Angeles. Se inauguró el 12 de septiembre de 1930 después de solo nueve meses de construcción. Fue construido a un costo de 1,25 millones de dólares como la nueva sede y la tienda número 39 para los grandes almacenes Eastern-Columbia, cuyo componente de las tiendas Eastern y Columbia fueron fundadas por Adolph Sieroty y su familia. En el momento de la construcción, la ciudad de Los Ángeles impuso un límite de altura de 45,7 m, sin embargo, se concedió una exención a la torre decorativa del reloj, que permitía al reloj elevarse a 80,5 m.
El edificio se puede ver fácilmente desde la Interestatal 10, así como desde muchas otras secciones del centro de la ciudad, debido a sus brillantes azulejos de terracota color turquesa y su reloj de torre de cuatro lados, adornado con la palabra "EASTERN" en neón blanco brillante en cada cara.
El edificio es ampliamente considerado el mayor ejemplo sobreviviente de arquitectura art déco en la ciudad. Es una de las estructuras más fotografiadas de la ciudad y un hito art déco de fama mundial.

## Reconocimientos
El edificio se ha caracterizado como el "punto de referencia de los edificios deco en Los Ángeles" y como una de las "grandes damas del art déco Streamline Moderne en Los Ángeles". El historiador Robert Winter llamó al edificio "un brillante ejemplo de la edad dorada de la arquitectura del sur de California". El crítico de Los Angeles Times, Christopher Hawthorne, la declaró "una de las piezas arquitectónicas más bellas de la ciudad". El expresidente de la Sociedad Art Déco de Los Ángeles, Rory Cunningham, se refirió al edificio como "uno de los principales edificios Deco del país". Ken Bernstein, director de la Oficina de Recursos Históricos del Departamento de Planificación de la Ciudad, ha declarado que "el Eastern Columbia Building es sin duda uno de los edificios art déco más emblemáticos de todo Los Ángeles"  y lo seleccionó como uno de los edificios más bellos de la ciudad. El Eastern Columbia se conoce con cariño como la "Joya del centro de la ciudad" y la "Joya art déco del Oeste".

## Estatus patrimonial
El Eastern Columbia fue catalogado como Monumento Histórico-Cultural de Los Ángeles No. 294 en 1985. "La propiedad cumple con los criterios para la designación de HCM porque refleja la amplia historia cultural, económica o social de la nación, el estado o la comunidad. Se ha convertido en un hito visual y es representativo de la vitalidad del núcleo comercial y minorista de Los Ángeles ".

## Características

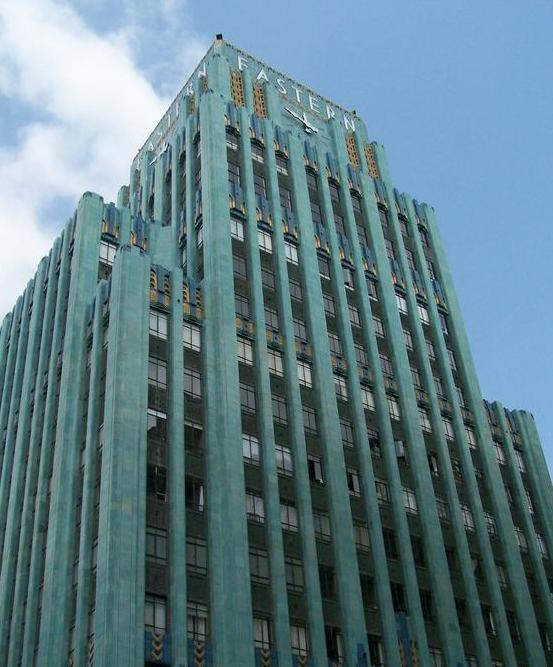
Revestimiento de fachada de terracota turquesa brillante exclusivo

La estructura del Eastern Columbia Building es de concreto armado con acero y revestido de terracota turquesa brillante adornado con adornos en azul profundo y dorado. El énfasis vertical del edificio lo acentúan bandas profundamente empotradas de ventanas emparejadas y enjutas con paneles de cobre separados por columnas verticales. La fachada está decorada con una gran cantidad de motivos: patrones de rayos de sol, formas geométricas, zigzags, chevrones y formas estilizadas de animales y plantas. El edificio está coronado por una torre de reloj de cuatro lados adornada con el nombre "Eastern" en neón y coronada con una chimenea central rodeada por cuatro arbotantes estilizados. Las aceras que rodean los lados del edificio de Broadway y Ninth Street son de terrazo multicolor colocado en un patrón dinámico de zigzags y galones. La entrada principal central tiene un espectacular vestíbulo empotrado de dos pisos adornado con un resplandor solar de terracota azul y dorado. El vestíbulo originalmente conducía a una galería comercial peatonal que atravesaba el centro del edificio.

## Historia

### Grandes almacenes Eastern y Columbia
El edificio se abrió para albergar los grandes almacenes Eastern (muebles y artículos para el hogar) y Columbia (ropa), ambos de propiedad y administración de Adolph Sieroty, quien había fundado su negocio minorista de Los Ángeles como una tienda de relojes en 556 S. Spring St. en 1892.
En el momento de su inauguración en 1930, el edificio tenía 275 650 m² de superficie. Los primeros cuatro pisos y el entresuelo fueron compartidos por las tiendas Columbia y Eastern, con Columbia en la esquina 9th y Broadway. Desde el séptimo piso en adelante, todos los pisos eran orientales. Se organizó de la siguiente manera:
- Planta baja: sala de juegos en forma de L y área de exhibición acristalada, vestíbulo y ascensores, ropa Columbia
- Entresuelo, Este - cerámica, ropa de Columbia
- 2.º piso, Este - instrumentos musicales, ropa de Columbia
- 3er piso, Este: revestimientos para pisos y alfombras, ropa de Columbia
- 4.º piso, Este - ropa de cama y accesorios de ropa de cama, ropa de Columbia
- 6.º piso, envío Entrada al Eastern Columbia

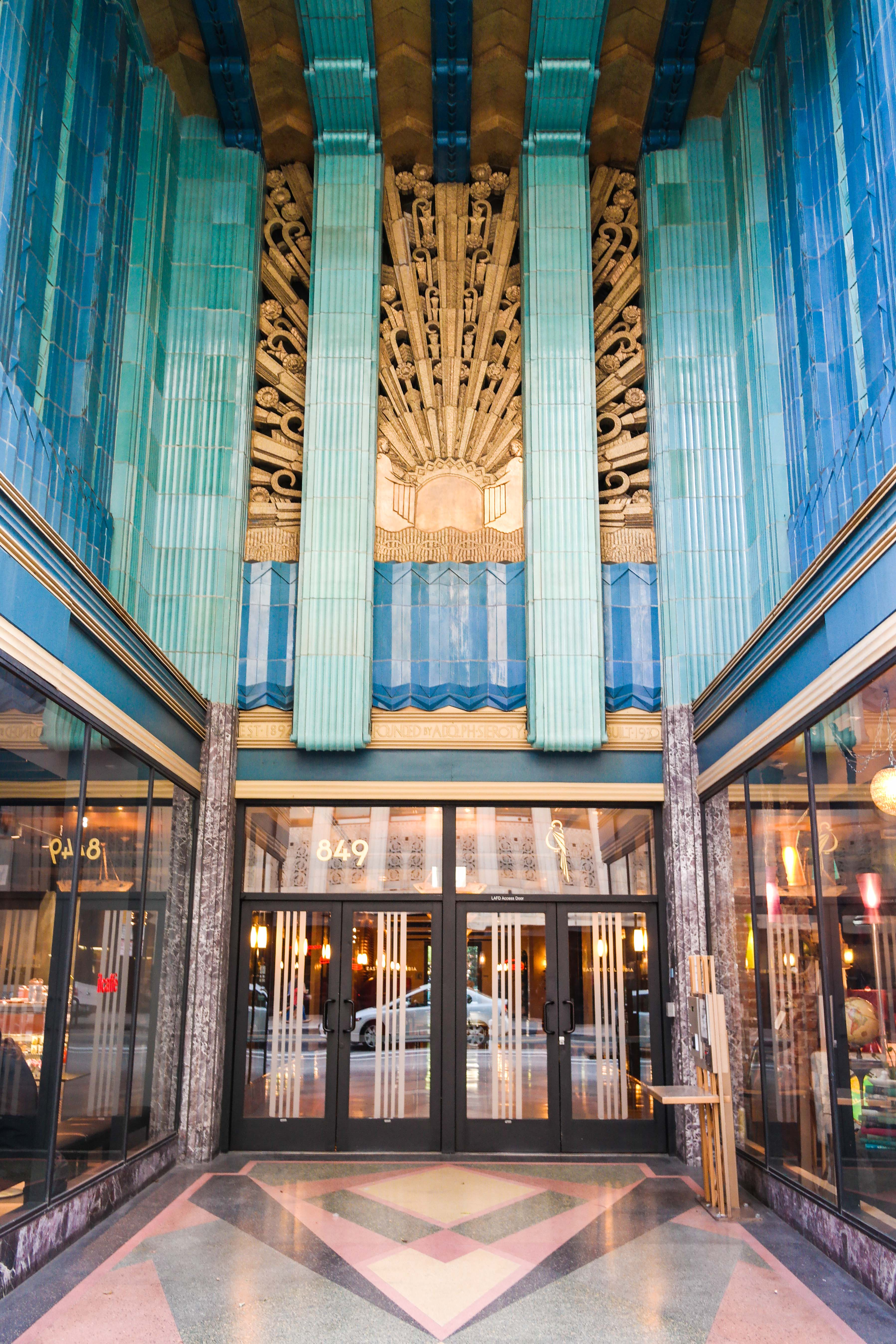
Entrada al Eastern Columbia

- 7.º piso, Este - muebles de patio y porche, lámparas
- 8.º piso, Este - muebles de sala
- Noveno piso, Este: juegos de comedor y sala de desayunos y "artículos para menores"
- Piso 10, Este - cristalería y accesorios para el hogar
- Piso 11, departamento de registro de existencias con 50 empleados
- Piso 12, oficinas administrativas y auditorio con capacidad para 700 empleados
- Piso 13, duchas, salón social y refrigerio para 700 empleados; instalaciones de calefacción, filtración de aire, electricidad y agua (tanque de 100,000 galones), incinerador

### Eastern-Columbia
En 1940, la empresa comenzó a anunciarse como los grandes almacenes Eastern-Columbia. En 1950, la tienda se expandió para cubrir todo el lado de la cuadra desde Broadway hasta las calles Hill.

### Cierre de la tienda
En 1957, la compañía abandonó el negocio minorista y cerró las tiendas de Eastern-Columbia aquí, así como las sucursales en S. Main St., Central Ave., Whittier Blvd. y en Long Beach, aunque mantuvo las tiendas del Este en Bakersfield, Fresno y Sacramento, y sus sucursales de tiendas de Columbia en Huntington Park, Lakewood y Long Beach. El edificio insignia del centro de Eastern-Columbia fue remodelado como espacio de oficinas destinado a la industria de la ropa al por mayor.

### Desde 2000
En 2004, se hicieron planes para convertir el edificio en condominios. El 23 de junio de 2005, la torre del reloj, que desapareció hace mucho tiempo, se reactivó en una ceremonia con los líderes de la ciudad y de preservación para celebrar el 75 aniversario del edificio. El desarrollador KOR Group, en conjunto con Killefer Flammang Architects, completó una renovación del edificio de dos años por 80 millones de dólares en 2006, convirtiendo la propiedad en 147 condominios, con un rediseño interior completado por la firma Kelly Wearstler Interior Design Estos lofts para vivir / trabajar muestran los detalles atemporales de principios del siglo XX junto con las actualizaciones modernas. El proyecto obtuvo el premio a la mejor remodelación de la revista California Construction Magazine en 2007, el premio a la mejor remodelación de 2007 de McGraw Hill y el premio de reutilización adaptable de noticias de viviendas múltiples de 2007. The Eastern Columbia Lofts ganó un Premio de Conservación de Conservación de Los Ángeles en 2008. El edificio participa en el Programa de Contratos de Propiedad Histórica de la Ley de Molinos. Desde 2015, el edificio ha estado en el centro de una disputa política sobre un proyecto adyacente propuesto, el proyecto Alexan Broadway de 26 pisos en las calles 9th y Hill, que se ha enfrentado a cierta oposición debido a la preocupación de que bloquearía las vistas del Eastern Columbia y su reloj emblemático.
El actor Johnny Depp adquirió cinco áticos en 2007, por un total combinado de 1070 m² de espacio. En 2016, el multimillonario Ronald Burkle vendió un ático de tres pisos en el Eastern Columbia por 2,5 millones de dólares, uno de los precios más altos jamás pagados por pie cuadrado por una unidad residencial en el distrito Historic Core.

## Vecindario

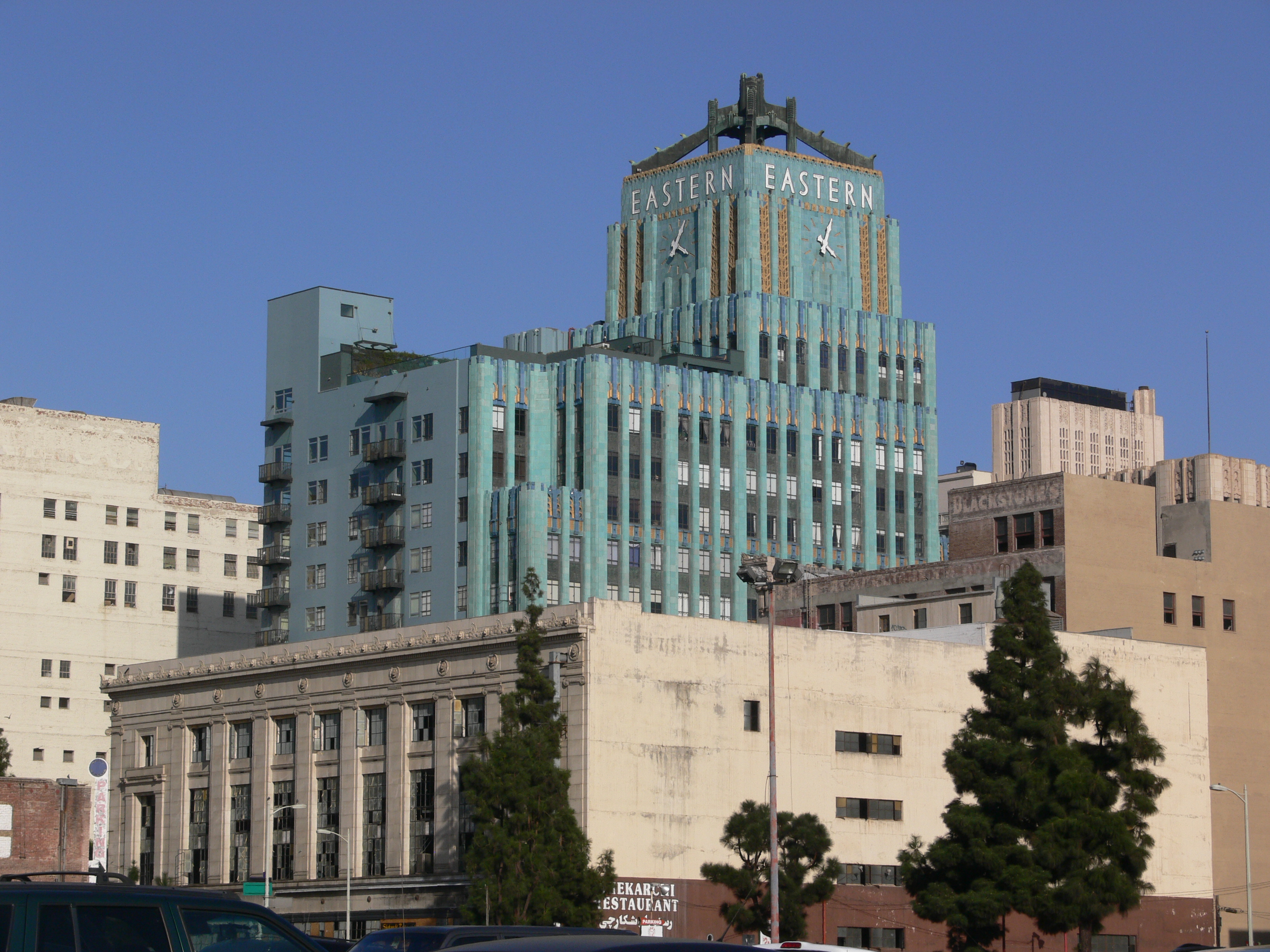
Horizonte del núcleo histórico

El edificio se encuentra en el núcleo histórico del centro de Los Ángeles, que es rico en arquitectura histórica, y que ha mantenido en gran medida su integridad histórica, debido en gran parte a los esfuerzos de preservación reñidos, 1999 Adaptive Re-Use Ordinance, y la iniciativa "Bringing Back Broadway" del concejal José Huizar.

## En la cultura popular
- Durante varias décadas, las ondas de radio de la ciudad repicaron el jingle "Eastern Columbia, Broadway at Ninth" para avisar a los compradores de Los Ángeles sobre las nuevas llegadas y las ofertas especiales en los grandes almacenes insignia del centro.[3]
- El programa de Nickelodeon, iCarly, utilizó imágenes del edificio alteradas digitalmente para el exterior de Bushwell Plaza, el edificio de apartamentos ficticio en el que vivían todos menos dos de los personajes principales y se llevó a cabo el programa web de iCarly.[42]
- El Edificio Eastern Columbia apareció en las película de 1990 12:01 PM.[43] También aparece en la Película Predator 2, con el Predator en lo más alto del edificio y con el reloj a su espalda.